# اولگا بارابانشیکووا
 اولگا بارابانشیکووا (بلاروسی: Вольга Барабаншчыкава؛ زادهٔ ۲ نوامبر ۱۹۷۹) یک تنیس‌باز اهل بلاروس است.